# The Real McKenzies
The Real McKenzies – kanadyjsko-szkocki zespół celtic punk rockowy, założony z inicjatywy Paula McKenziego, lidera i wokalisty grupy, na stałe stacjonującego w Vancouver w Kanadzie. Charakterystyczną cechą ich muzyki jest wykorzystywanie w utworach dud szkockich i innych instrumentów ludowych. Zespół często sięga również po klasyczne utwory ludowe z rejonów Szkocji, aranżując je w nowoczesny sposób.

## Historia
Paul McKenzie wychowywał się w szkockiej rodzinie bardzo związanej z tradycjami. Niejako oczywistą konsekwencją jego dorastania było założenie zespołu, który hołdowałby korzeniom i ukochanej ojczyźnie. W 1992 roku Paul powołał do życia zespół który ochrzcił dumnie "The Real McKenzies" – według słów Paula, nazwa miała dobitnie podkreślać szkockie korzenie grupy. 
W 1995 na rynku ukazał się pierwszy album zespołu zatytułowany po prostu "The Real McKenzies". Można było usłyszeć na nim szkockie melodie grane na dudach połączone z mocnym, punk rockowym brzmieniem, przypominającym Sex Pistols czy The Clash. Zespół szybko zyskał sobie sporo fanów, którzy cenili pozytywną energię płynącą z połączenia ludowych melodii i punk rockowego ognia. 
Trzy lata po debiutanckiej płycie, zespół wypuścił na rynek krążek "Clash Of The Tartans", który odbił się jeszcze większym echem wśród fanów ostrej, melodyjnej muzyki. Krążek przyniósł grupie kilka hitów, które do dzisiaj grane są na koncertach, min. "Mainland", "King O' Glasgow" czy "Scots Wha' Ha'e". 
Rok 2001 przyniósł w twórczości The Real McKenzies album, który po dziś dzień jest uważany za jeden z najlepszych krążków jakie kiedykolwiek nagrali. "Loch'd and Loaded", wydany nakładem wytwórni Fat Wreck Records od razu zjednał sobie serca fanów grupy, głównie za sprawą melodyjnych hitów takich jak żartobliwy "Nessie", piłkarski hymn "Raise The Banner" czy knajpiana oda do ukochanego trunku wszystkich szkotów "Whiskey Scotch Whiskey". 
Jako że zespół grał bardzo dużo koncertów, naturalną tego konsekwencją było wydanie w 2002 roku albumu koncertowego "Pissed Tae Th' Gills", który charakteryzował się luźnym podejściem muzyków do prezentowanego repertuaru oraz spontanicznymi reakcjami publiczności. Będąca na fali grupa nie kazała zbyt długo czekać swoim fanom na nowe wydawnictwo. 
Niespełna rok po albumie koncertowym, w ręce słuchaczy wpadł nowy krążek "Oot & Aboot" który mimo ciekawego repertuaru, nie odniósł tak dużego sukcesu jak wspominany "Loch'd and Loaded". Po 2 letniej ciszy, na rynku pojawił się jednak nowy krążek zespołu z Vancouver zatytułowany "10,000 Shots", który został przyjęty w niektórych krajach z euforią. Krytycy z miejsca uznali go za najwybitniejsze dokonanie zespołu, a wiele z piosenek zawartych na albumie weszło na stałe do repertuaru koncertowego grupy (min. otwierający album "Smokin' Bowl", "The Skeleton and the Tailor" czy też "Bugger Off", piosenka którą odtąd zespół zawsze kończył swoje występy). 
Sukces nowej płyty pozwolił The Real McKenzies na zorganizowanie dużej, ogólnoświatowej trasy koncertowej, dzięki któremu wielu słuchaczy poznało ich muzykę. Na kolejny album Szkotów z Vancouver czekać trzeba było 3 lata, ale "Off The Leash" w pełni to oczekiwanie rekompensował, został on więc bardzo ciepło przyjęty wśród fanów. Nowy krążek przyniósł też zespołowi kolejne koncertowe hity, tak jak drapieżny "Chip" czy "Culling The Herd". Na albumie znalazły się również dwie ballady, z których jedna "Guy On Stage" zawierała w swoich lirykach swoistą spowiedź lidera grupy, Paula McKenziego. 
Podczas trasy promującej "Off The Leash" zespół zagrał kilka koncertów w wersji bez prądu, które stały się kanwą do nagrania kolejnego albumu koncertowego. Wydawnictwo "Shine Not Burn" ukazało się na półkach sklepowych w 2010 roku i zawierało pełny zapis akustycznego koncertu grupy jaki odbył się w berlińskim pubie "Wild At Heart". Niektóre aranżacje klasycznych utworów grupy weszły na stałe do koncertowego repertuaru grupy, który od chwili wydania płyty podzielony jest na dwie części: elektryczną i akustyczną.

## Skład
- Paul McKenzie – wokal, tin whistle
- "Dirty" Kurt Robertson – gitara, chórki
- Matthew James Hawley (Matthew MacNasty): dudy szkockie, chórki
- Gord Taylor – dudy szkockie
- Karl Alvarez – gitara basowa
- Sean Sellers – perkusja, chórki
- Mark "Bone" Boland – gitara, chórki
- Dave Gregg – gitara, chórki

## Dyskografia
- 1995 – Real McKenzies
- 1998 – Clash of the Tartans
- 2001 – Loch'd and Loaded
- 2002 – Pissed Tae Th' Gills
- 2003 – Oot & Aboot
- 2005 – 10,000 Shots
- 2008 – Off the Leash
- 2010 – Shine Not Burn
- 2012 – Westwinds
- 2015 – Rats in the Burlap